# 2369 Chekhov
2369 Chekhov è un asteroide della fascia principale. Scoperto nel 1976, presenta un'orbita caratterizzata da un semiasse maggiore pari a 2,7836091 UA e da un'eccentricità di 0,0448384, inclinata di 2,63404° rispetto all'eclittica.
L'asteroide è dedicato allo scrittore russo Anton Čechov.